# L'Appel de la forêt (film, 2020)
Pour les articles homonymes, voir L'Appel de la forêt et Call of the Wild.
Pour plus de détails, voir Fiche technique et Distribution.
L'Appel de la forêt (The Call of the Wild) est un film d'aventures américain réalisé par Chris Sanders, sorti en 2020. Il s'agit de l'adaptation du roman du même nom de Jack London. Ce film mêle capture de mouvement et prises de vues réelles.

## Synopsis
À la fin du XIXe siècle, Buck, un chien dressé mais gâté par une riche famille de Santa Clara, est enlevé en pleine nuit puis vendu à un chercheur d'or. L'animal est alors envoyé dans une petite ville du Yukon où la ruée vers l'or bat son plein. Il se heurte à un vieil homme arrivant également dans la ville, John Thornton, et lui rapporte son harmonica qu'il a fait tomber dans la collision. Sur place, Buck est choisi par Perrault, un homme chargé de transporter le courrier. Voyageant à travers les montagnes et les lacs gelés avec son amie Françoise, Perrault découvre vite les qualités exceptionnelles de Buck face à mille dangers. Avant de faire la traversée du retour, à Dawson, Buck recroise le chemin de Thornton, pour lequel il arrête le départ du convoi postal pour lui permettre de confier sa lettre bien qu'il ait raté la levée du courrier.
Perdant son travail à la suite de l'arrivée du télégraphe, Perrault vend les chiens dans la ville de Dawson ; ils sont achetés par Hal, un jeune chercheur d'or arriviste. N'arrivant pas à quitter la ville, Hal demande à son compagnon de frapper les chiens pour qu'ils tirent plus fort, mais Thornton intervient et enlève la glace du traineau, qui était la vraie cause de l'immobilisation. Il annonce à Hal que le dégel est déjà trop amorcé et que les chiens vont mourir en brisant la glace d'une rivière gelée sous leur poids, mais Hal ne l'écoute pas. Seul dans sa cabane, Thornton décide, en regardant l'harmonica, d'aller retrouver Buck pour le sauver. Thornton retrouve Hal et ses compagnons victimes d'un accident dans la neige, maltraitant les chiens. Buck tente de l'en empêcher et au moment où Hal pointe un revolver sur le chien, Thornton intervient et défend Buck face à son tortionnaire. Hal abandonne Buck et continue d'avancer avec les autres chiens malgré les mises en garde de Thornton.
Attristé par la mort de son fils et par sa séparation d'avec son épouse, Thornton vit en reclus dans une cabane. Ayant finalement recueilli Buck, il a l'idée de réaliser le rêve de son enfant défunt : voyager par delà les montagnes pour trouver de nouvelles terres sauvages. Le vieil homme et le chien voyagent en canoë, descendant le fleuve. Un jour, Thornton et Buck découvrent une cabane de chercheur d'or abandonnée et s'y installent. Alors qu'il se baigne, Thornton découvre une pépite d'or parmi des cailloux au fond de l'eau et, se met à en rechercher. De son côté, Buck découvre une meute de loups vivant de l'autre côté de la rivière. Sympathisant avec eux, le chien semble avoir trouvé sa place dans la nature.
La veille du retour de Thornton pour la civilisation, Hal, désireux de vengeance, le retrouve et le blesse mortellement. Buck intervient en l'envoyant brûler vif dans la cabane en feu. Thornton meurt aux côtés de Buck. Après la mort de son maître, le chien part retrouver la meute de loups, quittant la civilisation humaine.

## Fiche technique
- Titre original : The Call of the Wild
- Titre français et québécois : L'Appel de la forêt
- Réalisation : Chris Sanders
- Scénario : Michael Green, d'après le roman L'Appel de la forêt de Jack London
- Décors : Stefan Dechant
- Costumes : Kate Hawley
- Photographie : Janusz Kamiński
- Montage : David Heinz et William Hoy
- Musique : John Powell
- Production : Erwin Stoff et James Mangold
  - Production déléguée : Michael Green, Diana Pokorny et Ryan Stafford
- Sociétés de production : 20th Century Studios et TSG Entertainment
- Société de distribution : Walt Disney Studios Motion Pictures
- Budget : 125–150 000 000 $
- Pays de production :  États-Unis
- Langue originale : anglais
- Genre : aventure, action
- Format : couleur — 2,39:1 — son Dolby Atmos
- Durée : 100 minutes
- Dates de sortie[1] :
  - France : 19 février 2020
  - États-Unis : 21 février 2020

## Distribution
- Harrison Ford (VF : Richard Darbois ; VQ : Normand D'Amour) : John Thornton
- Omar Sy (VF : Lui-même ; VQ : Lui-même) : Perrault
- Cara Gee (VF : Agathe Cemin ; VQ : Agathe Cemin) : Françoise
- Dan Stevens (VF : Julien Allouf ; VQ : Maël Davan-Soulas) : Hal
- Karen Gillan (VF : Laëtitia Lefebvre ; VQ : Kim Jalabert) : Mercedes
- Colin Woodell : Charles
- Bradley Whitford (VF : Nicolas Marié ; VQ : Alain Zouvi) : le juge Miller
- Scott MacDonald : Dawson
- Wes Brown : Mountie
- Adam Fergus (en) (VF : Thibaut Lacour) : James
- Jean Louisa Kelly : Katie Miller
- Jamie Bock (VF : Flora Brunier) : Abigail
- Terry Notary : Buck (capture de mouvement)

 Source et légende : version française (VF) sur RS Doublage

## Production
Le tournage du film démarre fin septembre 2018 près de Los Angeles et s'achève à la mi-décembre de la même année.
Il s'agit du premier film 20th Century Studios, après l'achat de la Fox par Disney.
Buck est conçu en effets spéciaux numériques avec de la capture de mouvement,.

## Accueil

### Critiques
En France, le film obtient une note moyenne de 3,2⁄5 sur le site Allociné.
Pour L'Express, « le long-métrage séduit par la beauté de ses images. Résolument sublime, cette nouvelle adaptation donne un beau rôle à Harrison Ford, particulièrement émouvant en aventurier vieillissant. ».
Pour Le Figaro, « Cette adaptation sans finesse du roman de Jack London autour d’un chien est trop simplifiée. ».

### Box-office
| Pays ou région    | Box-office        | Date d'arrêt du box-office | Nombre de semaines |
| ----------------- | ----------------- | -------------------------- | ------------------ |
| États-Unis Canada | 62 342 368 $      | 19 mars 2020               | 4                  |
| France            | 1 258 014 entrées | 28 juillet 2020            | 10                 |
| Total mondial     | 111 105 497 $     | -                          | -                  |

Malgré des bonnes critiques, en raison de la pandémie de Covid-19 et de la fermeture des salles de cinéma, le film a été un échec commercial, rapportant seulement 111 millions de dollars pour un budget de 150 millions de dollars. En effet, le film sort en février 2020 et, quand la pandémie éclate, les salles de cinéma ferment leur portes le 14 mars, ce qui oblige le film à arrêter sa course au box-office.